# Duppauer Gebirge

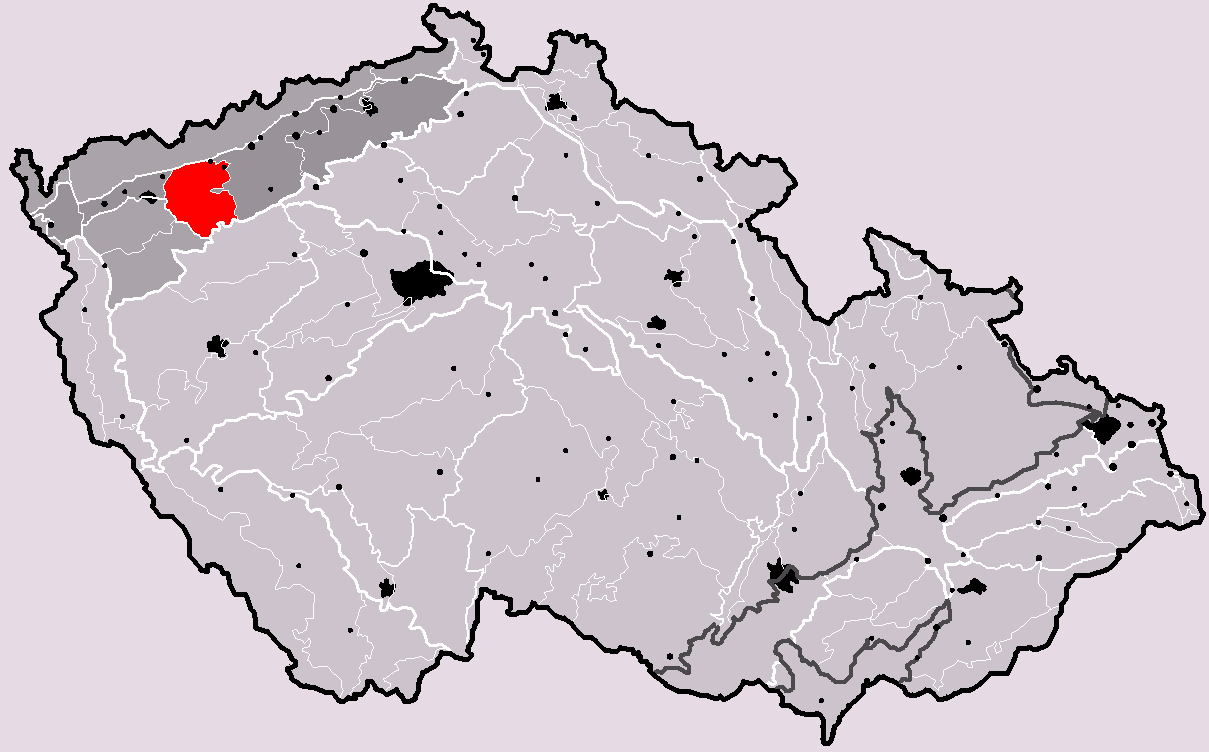
Das Duppauer Gebirge innerhalb der Geomorphologischen Einteilung Tschechiens

Das Duppauer Gebirge (tschechisch Doupovské hory) ist ein Mittelgebirge in Tschechien. Es hat eine Fläche von 607 km² und liegt größtenteils in den Bezirken Karlovy Vary und Chomutov im Nordwesten Böhmens, östliche Ausläufer befinden sich im Okres Louny. Vom Erzgebirge nördlich davon wird es durch das Tal der Eger getrennt. Das Gebirge ist heute bis auf die Randbereiche unbesiedelt und wird militärisch genutzt. Der 1950 gegründete Truppenübungsplatz Hradiště (VVP Hradiště, auch Vojenský újezd Hradiště) ist mit einer Fläche von 330 km² der größte in Tschechien.

## Ausdehnung
Entlang des Egergrabens im Norden erstreckt sich das Gebirge von Karlsbad (Karlovy Vary) nach Osten bis Klášterec nad Ohří (Klösterle an der Eger) und Kadaň (Kaaden). Nordwestlich liegt das Falkenauer Becken, östlich grenzt das Duppauer Gebirge an das Saazer Becken. Dort liegen an seinen Ausläufern die Orte Podbořany (Podersam) und Lubenec. Am südöstlichen Fuße des Gebirges liegt das Barockstädtchen Valeč. Westlich des Duppauer Gebirges erstreckt sich der Kaiserwald, im Südwesten geht es in das Tepler Hochland über. Südlich des Gebirges befinden sich die Gemeinden Bochov (Buchau), Žlutice (Luditz) und Chyše (Chiesch).
Das frühere politische, wirtschaftliche und kulturelle Zentrum des Gebirges bildete die zwischen 1954 und 1955 geräumte Stadt Doupov (Duppau), die nicht mehr existiert. Entlang der Eger befinden sich mehrere Burgruinen.

## Geologie und Gliederung
Das Gebirge ist vulkanischen Ursprungs und besteht vorwiegend aus Gesteinen des Känozoikums, basaltartigen Gesteinen, wie Tephrite, ferner Tuffe.
Geologischer Untergrund des Gebirges sind Gesteine, die ein als Doupovské hory Volcanic Complex bezeichnetes Vulkanfeld gebildet haben. Der Vulkanismus begann hier im jüngsten Oligozän und dauerte bis ins untere Miozän. Das Magma ist aufgedrungen an einem ostnordost-westsüdwest orientierten Spaltensystem, einem Teilabschnitt des Egergrabens. Oberflächlich nehmen die Vulkanite eine Fläche von fast 600 Quadratkilometer ein, es ist damit etwas kleiner als das Vulkanfeld des Böhmischen Mittelgebirges (tschechisch České středohoří) etwas weiter östlich. Die Umgebung des Vulkangebiets bildet die Böhmische Masse, eine verebnete Rumpffläche aus Gesteinen des Saxothuringikums der variszischen Gebirgsbildung, also eines schon im Erdaltertum wieder abgetragenes ehemaligen Hochgebirges, im Südwesten auch paläozoische Sedimentgesteine. Die Magmatite des Vulkanfelds sind überwiegend kieselsäurearm und basisch, sie gehören nach den Elementkonzentrationen überwiegend zu den Basaniten und Tephriten, teilweise sind es noch basischere zu den Foiditen gehörende Nephelinite. Eingelagert sind seltene Gesteine wie Lamprophyr-Gänge und grobkörnigere, als Intrusion in größerer Tiefe erstarrte Tiefengesteine mit zu den Magmatiten vergleichbarer Zusammensetzung. Diese Intrusionen sind, mit etwa 30 Millionen Jahre Alter, etwas älter als die Produkte des oberflächlichen Vulkanismus. Selten und nur punktuell sind differenzierte magmatische Bildungen wie Phonolithe und Trachyte aufgeschlossen. Der oberflächliche Vulkankomplex wurde früher als ein einziger, ausgedehnter Stratovulkan interpretiert. Dagegen spricht aber, dass pyroklastisches Sediment nur in geringeren Anteilen in der ersten Phase des Vulkanismus gefördert wurde und später effusive Laven aus mehreren getrennten, aber benachbarten Austrittspunkten klar überwiegen. Eine mögliche Interpretation wäre eine Gruppe benachbarter Schildvulkane.
Die Liboc (Aubach) mit ihren Zuflüssen Fleckbach (Kozlovský potok) und Hohentalbach gliedert das Gebirge geomorphologisch in zwei Hauptplatten, die Liesener Platte und die Burgstadtler Masse.

### Liesener und Hengbergplatte
Den nordöstlichen Gebirgsteil bildet die Liesener Platte (Rohozecká vrchovina) nahe Kadaň (Kaaden). Sie ist durch sanfte fruchtbare Täler und Waldreichtum gekennzeichnet und mit einer durchschnittlichen Höhe von 650 Metern der niedrigste Teil des Gebirges. Über das Gebirgsplateau führte am Olleschauer Pass eine alte Handelsstraße aus dem Egertal bei Velichov (Welchau) nach Doupov (Duppau). Das Tal der bei Oslovice (Woslowitz) in die Eger mündenden Bublava (Geigenbach) bildet die natürliche Grenze zum Hengbergplatte (Jehličenská hornatina) genannten westlichen Teil. Die höchste Erhebung ist der 811,7 Meter hohe Lesná (Liesen).
Die Hengbergplatte (Jehličenská hornatina) zeichnet sich durch tiefe schroffe Täler zur Eger hin aus. Wegen der unwirtlichen Bedingungen und wenig ertragreichen Böden war dieser Teil nur dünn besiedelt. Sie weist eine Vielzahl tektonischer Störungen auf, die die Ursache für das reichhaltige Vorkommen von Säuerlingen sind. Bekannt sind die Sauerbrunnen von Kyselka (Gießhübl-Sauerbrunn) und von Korunní (Krondorf). Der höchste Gipfel dieses Teils ist der Velká Jehličná (Hengberg) mit 827,8 Meter Höhe.
Auf dem Legerberg (776 m, Složiště) zwischen den ehemaligen Gemeinden Hermersdorf (Heřmanov), Totzau (Tocov) und Dreihäuser (Třídomí) nördlich von Duppau (Doupov) befand sich die Kudlich-Warte (Kudlichova rozhledna) mit dem 1933 errichteten Kudlichdenkmal. Hier hatte Hans Kudlich im Jahre 1888 vor den Bauern aus den Bezirken Saaz und Karlsbad gesprochen.

### Burgstadtler Masse
Den höchsten Teil des Gebirges bildet die Burgstadtler Masse (Hradišťská hornatina), die ihren Namen vom Doppelgipfel des Burgstadtl (Hradiště) erhielt, der mit 933,8 Metern den höchsten Gipfel des Duppauer Gebirges bildet. Dieser südliche Gebirgsteil zeichnet sich durch sein raues Klima aus. Er war nur spärlich besiedelt, seine Bewohner lebten von Viehzucht und Weidewirtschaft.
Im Südwesten der Masse liegt ein 850 Meter hohes Hochplateau, aus dem die vier höchsten Berge herausragen und das eine Wasserscheide zwischen Eger und Moldau bildet.

### Duppauer Kessel
Das Zentrum des Gebirges bildet der von der Aubach (Liboc) durchflossene 20 Quadratkilometer große Duppauer Kessel mit einem Durchmesser von etwa 5 Kilometern. Der erosiv entstandene Kessel wurde früher als vulkanische Caldera oder als Vulkankrater interpretiert. Die Vorstellung, dass das Duppauer Gebirge der Überrest eines einzigen Vulkans gewesen sei, wurde aber später klar als irrig erkannt. Heute wird im Vulkanismus entlang des Egergrabens ein, weit entfernter, Komplex mit Zentrum bei Roztoky (Gemeinde Povrly), nahe Ústí nad Labem im Böhmischen Mittelgebirge als Rest einer Caldera gedeutet, die allerdings oberirdisch überhaupt nicht mehr erkennbar ist. Eine Caldera im Duppauer Gebirge wird nicht mehr vermutet.
An dem Osthang des in der Mitte des Kessels gelegenen 655 Meter hohen Flurbühls lag in 570 m n.m. die Stadt Doupov/Duppau, die 1955 aufgelöst wurde.

## Geschichte

### Flurnamen und Bergbau
Eine deutschsprachige Wanderkarte von 1939 verzeichnet die „Teufelsschlucht“ zwischen dem Ort Töltsch (heute Wüstung im Gebirge) und dem Tal des Krondorfer Baches der sich südlich von Krondorf und westlich von Töltsch befindet. Es wird außerdem Bergbau westlich des „Eisenberges“ (858 m) am Berg „Hirschbühel“ (824 m) verzeichnet.
Am "Goldberg" (Zlaty vrch, 786 m) bei Lochotin (heute Wüstung) wurde im 16. oder 17. Jahrhundert Bergbau betrieben, über den nichts näheres bekannt ist. Erhalten sind Stollen und Schächte.

## Besiedlung

### Landwirtschaft
Das Duppauer Gebirge war wegen seiner natürlichen Bedingungen das am dünnsten besiedelte Gebiet Böhmens. Seine Bewohner waren größtenteils Deutschböhmen. Außer der Stadt Duppau bestanden im Jahre 1921 noch 17 Gemeinden. Die Bevölkerungszahl betrug zu dieser Zeit 15.149. Diese Personen lebten in 2.725 Häusern. In den entlegenen Dörfern bildeten Viehzucht, Obstbau, Zeidlerei und Leineweberei die Lebensgrundlage der Bewohner. Die fruchtbaren Böden wurden landwirtschaftlich genutzt, auf steinigeren Äckern wurde der Duppauer Berghafer, aber auch Hopfen und Gemüse angebaut. Durch den Schutz des Erzgebirges hat der Norden des Duppauer Gebirges ein trockenes Klima und gehört zu den wärmsten Orten in Böhmen.

### Truppenübungsplatz
Nach der Vertreibung der Deutschböhmen in den Jahren 1945 und 1946 war die Gebirgsgegend nur noch sehr schwach besiedelt. Das veranlasste die tschechoslowakische Regierung während des Kalten Krieges einen Truppenübungsplatz in dem Gebirge einzurichten. Ab 1953 begann die stufenweise Aussiedlung der verbliebenen Bewohner, die 1955 abgeschlossen war. Nach 1960 wurden in Manövern die ehemalige Stadt Duppau sowie leerstehende Dörfer als Zielobjekte für den Beschuss und die Bombardierung durch die Land- und Luftstreitkräfte dem Erdboden gleichgemacht. 1991 standen auf dem Truppenübungsplatz nur noch 102 Häuser, in denen 616 Menschen lebten. Insgesamt 67 Ortschaften, Weiler und Höfe wurden zerstört.
Das Gebirge hat sich heute auf Grund der 40-jährigen Nutzung als Truppenübungsplatz zu einem Lebensraum seltener Pflanzen- und Tierarten entwickelt. Es entstanden reichhaltige Populationen der Küchenschelle. Seit den 1990er Jahren ist ein Zutritt nach vorheriger Genehmigung wieder möglich. Nach wie vor wird das Gebiet jedoch für militärische Übungen genutzt.

## Naturschutz

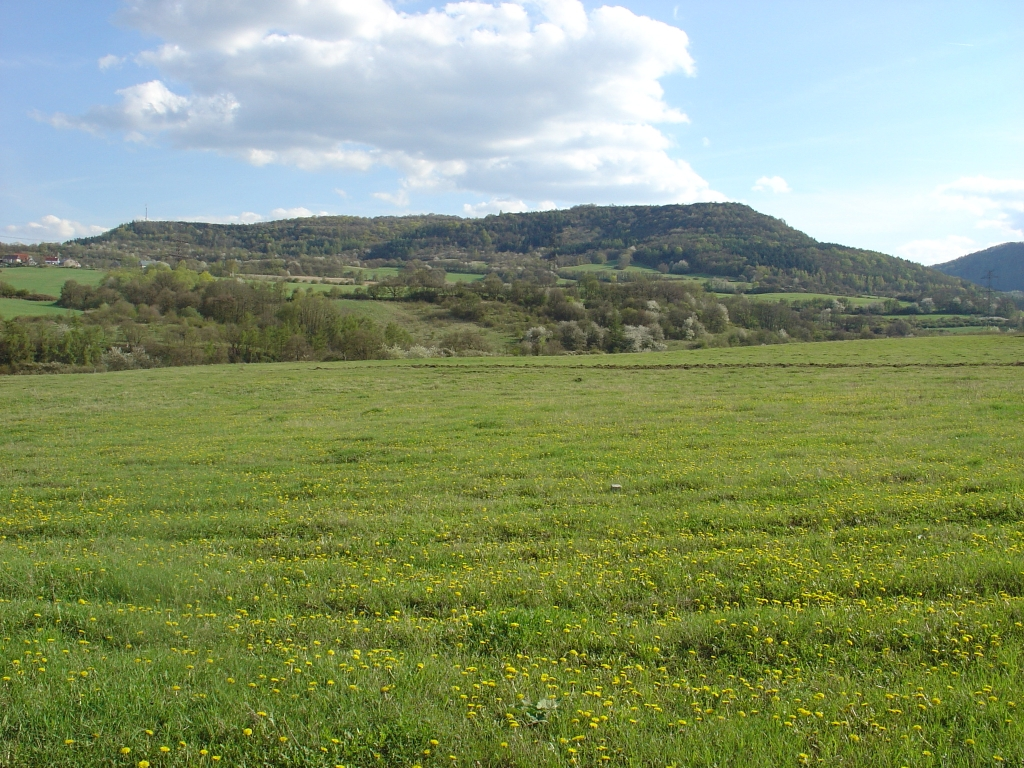
Der außerhalb des Truppenübungsplatzes liegende Berg Úhošť (Burberg) ist seit 1974 als Nationales Naturreservat geschützt

In den Randbereichen des Truppenübungsplatzes ohne militärische Nutzung sind einige Areale mit besonders wertvoller Naturausstattung als Naturreservate festgesetzt worden. Touristisch bedeutsam ist das Nationale Naturdenkmal Skalky skřítků (Zwergenlöcher) bei Kyselka, das durch einen Wanderweg erschlossen ist. Die Anfang der 1990er Jahre geplante Ausweisung eines Landschaftsschutzgebietes Střední Poohří (Mittleres Egertal) scheiterte bislang an der anhaltenden militärischen Nutzung des dafür vorgesehenen Gebietes. Dieses Landschaftsschutzgebiet soll neben dem Egerdurchbruch auch Teile des Mittleren Erzgebirges umfassen.
Geschützte Gebiete im Duppauer Gebirge
- Dětaňský Chlum (35,6 ha, Naturreservat)
- Mravenčák (2,5 ha, Naturdenkmal)
- Rašovické skaly (35 ha, Naturdenkmal)
- Radechovské skaly
- Skalky skřítků (8,5 ha, Naturdenkmal), deutsch: Zwergenlöcher oder Zwergenlöcherwand
- Úhošť (115 ha, Nationales Naturreservat)
- Valeč (576,7 ha, Naturdenkmal)

## Ehemalige und existierende Schlösser, Burgen und Burgställe

### Auf dem Gebirge
- Burgruine Kleinstejn nördlich der Erhebung Havran (736 m).[9] Geringe Grundmauerreste. Siehe: Burg Kleinstein
- Burgstall auf dem Hradiště (Burgstadtl).[10] Er liegt zwischen den Wüstungen Prachomety (Promuth), Řednice (Rednitz), Jírov (Jurau), Seník (Heuschupfen), Lochotín (Lochotín), Těš (Tösch), Doupovské Mezilesí (Olitzhaus) und Nový Dvůr (Ödhof).
- Burgstall „Burgstadtler Berg“ bei Welchau an der Nordostseite des Gebirges[11]
- Burgstall „Pustý zámek“ (Oedschloßberg, 933 m)[12]
- Schloss in Duppau
- Schloss in Saar (bei Duppau)
- ehem. Rittersitz/Feste Holetice (Hradiště)
- ehem. Feste Turtsch
- Burgstall „Hutburg“ (auch Burg Mohlischen, Hrad Maleš) auf dem Berg Malešsky kopec (Mohlischner Berg/Hutberg, 558 m) bei Wüstung Maleš (Mohlischen)[13] nordwestlich des Dorfes Ždov im Gebirge, zwischen den Wüstungen von  Žďár, Houstiny, Studanky, Kozlov, Ledviny u. a.[14]

### Am Fuß des Gebirges
- Burgruine Křečov an der Ostflanke des Gebirges bei Podbořanský Rohozec[15][16]
- frühgeschichtliche Wallburg auf dem Berg Úhošť am Nordrand des Gebirges[17][18]
- Burg Andělská Hora (Engelsburg) an der Westflanke des Gebirges, bedeutende Ruine[19]
- Burg Egerberk (Egerberg) an Nordflanke des Gebirges, bedeutende Ruine[20][21]
- Ruine Lina nördlich von Waltsch an der Ostflanke des Gebirges[22][23]
- Bodendenkmal Burg Funkstejn an der Nordflanke des Gebirges auf Bergrücken bei Leskau an der Eger, geringe Reste[24]
- Reste der gotischen Burg von Dubina (Eichenhof) vor der Westseite des Gebirges auf dem Minnichsbühl
- Ruine Neuschönburg vor der Nordflanke des Gebirges bei Klösterle an der Eger, bedeutende Burgruine
- Schloss Klösterle in Klösterle an der Eger, Museum, vor der Nordflanke des Gebirges
- Burgruine Pürstein nördlich und ein frühgeschichtlicher Burgwall östlich des Ortes Perštejn vor der Nordflanke des Gebirges
- Burgruine Himmelstein vor der Nordflanke des Gebirges bei Stráž nad Ohří
- ehem. Burg von Okenau an der Nordflanke des Gebirges
- Burgruine Hauenstein nördlich von Stráž nad Ohří, vor der Nordflanke des Gebirges.
- beide bronzezeitliche Burgwälle auf den Bergen Rodisberg und Thebes (Thebisberg) zwischen den Orten Welchau und Rodisfort einmal westlich (Thebisberg) und einmal östlich des Flusses Eger[25]. Kaum Reste erhalten. Am westlichen Gebirgsfuß.
- Schloss Velichov (Welchau) am westlichen Gebirgsfuß.
- geringe Reste des Schlosses Felixburk in Rasovice bei Klösterle an der Eger
- Schloss Javorná (Gabhorn) am südlichen Gebirgsfuß.

### Wogastisburg
Im Laufe der vergangenen Jahrhunderte gab es mehrere Versuche, die in der Fredegar-Chronik in den Jahren 631/632 erwähnte Wogastisburg im Duppauer Gebirge zu lokalisieren. Als mögliche Standorte wurden der 593,3 Meter hohe Burberg (Úhošť), ein mächtiger nordöstlicher Vorberg der Liesener Platte bei dem zur Stadt Kadaň gehörigen Dorf Úhošťany (Atschau) sowie ein Hügel beim Dorf Hradec (Burgstadtl) vermutet.
Als ein neueste Standortvariante ist der zu den östlichsten Gebirgsausläufern gehörende Rubín (351,7 m) bei der Ortschaft Dolánky (Podbořany) im Gespräch.

## Wüst gefallene Dörfer und Städte
Die genannten ehemaligen Dörfer sind Wüstungen, zumeist bedingt durch die Vertreibung der Sudetendeutschen bis 1946 und die folgende Anlegung des Truppenübungsplatzes.
- Březina (Pirk), 14. Jh. bis 1953
- Dlouhá (Langgrün), 14. Jh. bis 1953
- Dlouhý Luh (Langenau)
- Donín (Dohnau), 1460 bis 1953
- Kleinstadt Doupov (Duppau), 1291 bis 1954
- Doupovské Mezilesí (Olitzhaus)
- Heřmanov (Hermersdorf), 1544 bis 1953
- Hluboká (Tiefenbach), 1196 bis 1953
- Holetice (Holeditz), 14. Jh. bis 1953
- Hora (Horn), 1542 bis 1953
- Horní Lomnice (Ober Lomitz), ? bis 1953
- Hradiště (Höfen), 16. Jh. bis 1953
- Hrzín (Grün), 1337 bis 1953
- Humnice (Humnitz), 1443 bis 1953
- Hůrka (Horkau)
- Jindřichov (Heinersdorf), 1460 bis 1954
- Jírov (Jurau)
- Kottershof (Kottershof), um 1545 bis 1953
- Kozlov (Koslau), 1398 bis 1953
- Litoltov (Liesen)
- Malá Lesná (Klein Spinnelsdorf), 1460 bis 1954
- Maleš (Molischen), 1196 bis 1954
- Martinov (Merzdorf), 1460 bis 1953
- Mlýnská (Mühldorf), 1528 bis 1948
- Obrovice (Wobern), 1318 bis 1954
- Oleška (Oleschau), 1196 bis 1953
- Olšenice (Oelschnitz)
- Ostré (Westrun), 1488 bis 1954
- Pastviny (Weiden)
- Petrov (Petersdorf)
- Radnice (Redenitz), 1261 bis 1954
- Ratiboř (Rodbern), 1406 bis 1954
- Růžová (Rosengarten), 1544 bis 1954
- Sedlec (Zettliz), 1420 bis 1954
- Telcov (Teltsch), 1394 bis 1953
- Těš (Tesch), 1784 bis 1953
- Tocov (Totzau), 1369 bis 1953
- Tunkov (Tunkau), 1196 bis 1953
- Tureč (Turtsch), 1196 bis 1953
- Velká Lesná (Gross Spinnelsdorf), 1460 bis 1954
- Víska (Dörfles)
- Zakšov (Sachsengrün), 1355 bis 1953
- Žďár (Saar bei Duppau), 1295 bis 1954
- Žebletín (Sebeltitz), 1193 bis 1953
- Zvoníčkov (Männelsdorf), 1460 bis 1963

Siehe auch:
- Liste deutscher Bezeichnungen tschechischer Orte und
- Liste der Marktgemeinden im Sudetenland sowie
- Liste der Stadtgemeinden im Sudetenland

## Erhaltene Gebäude und Sehenswürdigkeiten
- steinerner Aussichtsturm (um 1880 erbaut) auf dem Berg Bučina (Duppauer Gebirge), Teil eines Wanderweges von Kyselka aus[26][27]
- Naturdenkmal Skalky skřítků (Zwergenlöcher), östlich oberhalb von  Dubina gelegen, über Wanderwege von Kyselka oder Dubina aus erreichbar[28]
- Ruine eines Magazingebäudes in der Wüstung Duppau
- Ruine einer Grabkapelle der Adelsfamilie von Zedtwitz in der Wüstung Duppau
- Flurbühl (655 m), ausgefüllter ehemaliger Magmaschlot eines prähistorischen Supervulkanes in der Wüstung Duppau
- geringe Reste der Burg Kleinstejn, siehe Okounov#Burg Kleinstejn (Oslovice), Bodendenkmal
- Burgstall auf dem Hradiště (Duppauer Gebirge)[29]
- barocke Einsiedelei Ruine Neuhaus, westlich von Waltsch im Duppauer Gebirge[30]
- Ruinen von Gebäuden der Wüstung Úhošťany (Atschau) auf dem Berg Úhošť am Nordrand des Duppauer Gebirges, südlich von Kaaden
- Ruine der Unteren Mühle in der Wüstung Obrovice (Wobern)
- Ruine der barocken Wallfahrtskirche Mariä Himmelfahrt in der Wüstung Lochotin.
- etliche kleine Bunker des Tschechoslowakischen Walles gegen Hitlerdeutschland im Tal des Baches Martinovsky potok von Süden nach Norden bis zum Dorf Kotvina verlaufend und dann an der Südseite der Eger entlang bis Rasovice.[31]

Wohl vor 1939 errichtet.

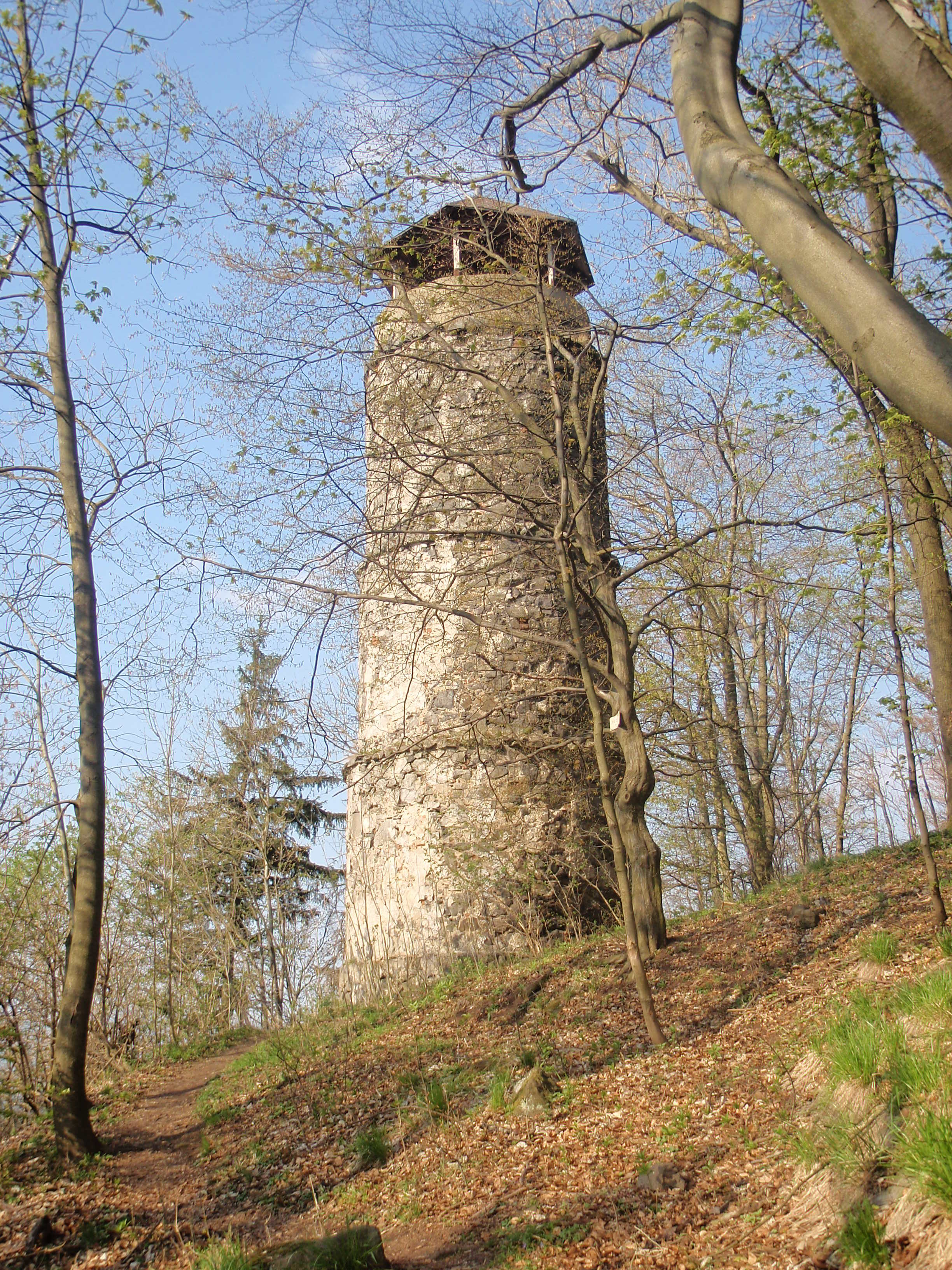
Aussichtsturm auf dem Berg Bučina (Buchkoppe) über Kyselka
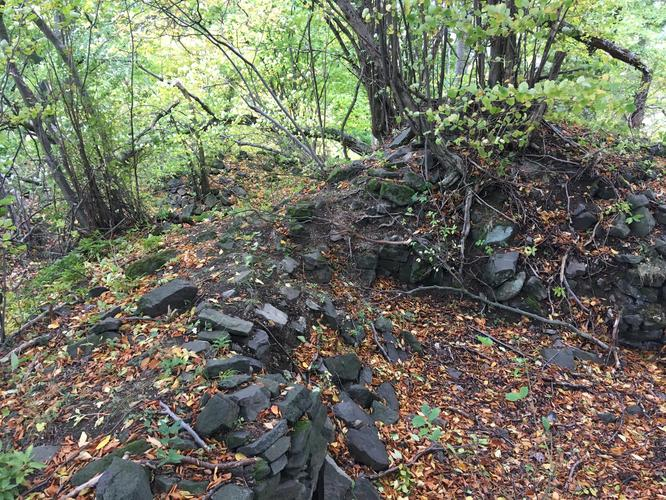
Reste der Burg Kleinstejn (Kleinstein) nördlich des Berges Havran
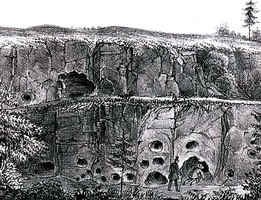
historische Ansicht (des heutigen Naturdenkmales) Zwergenlöcherwand im Jahre 1835
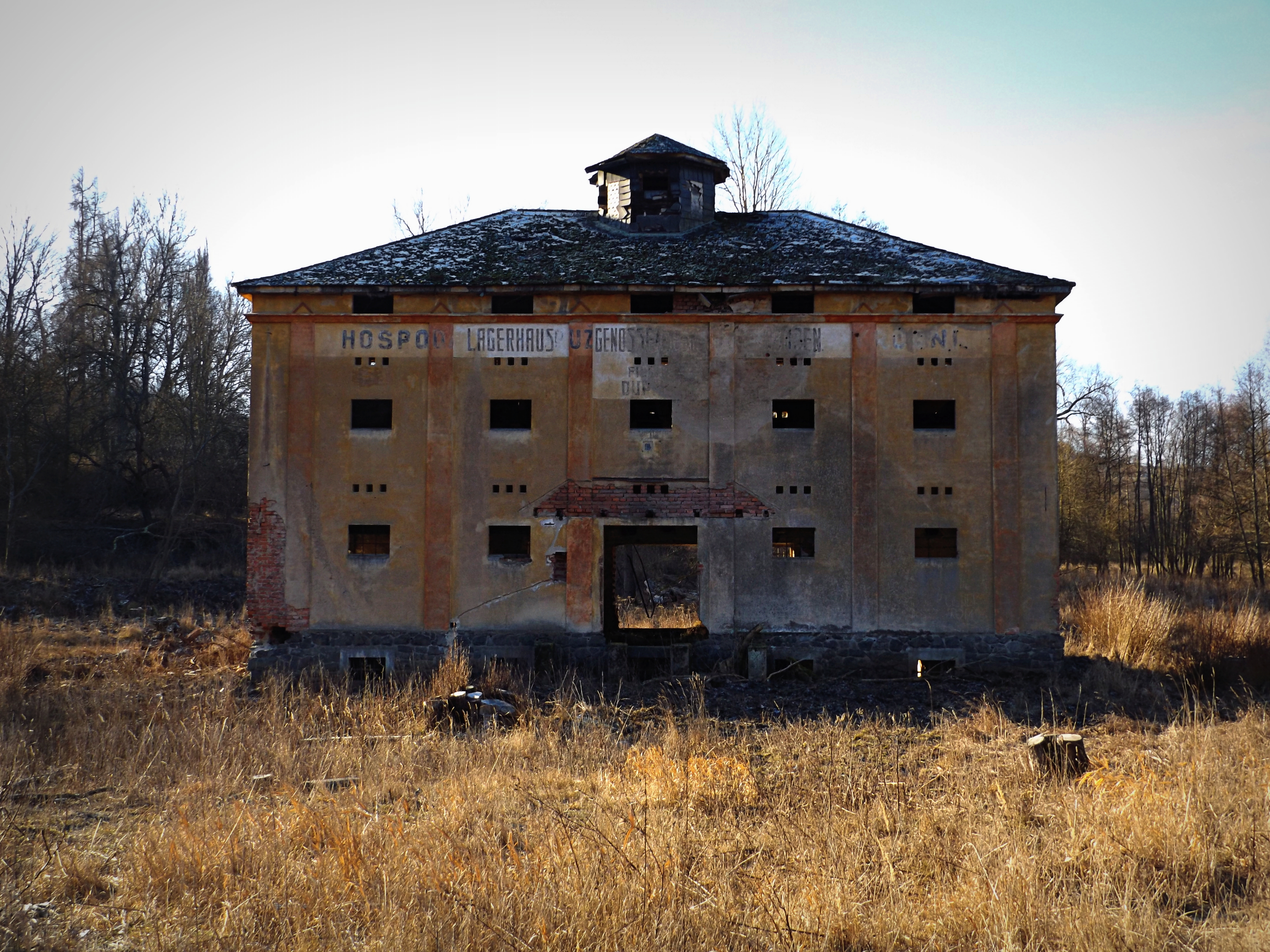
Speicher in der Wüstung Duppau am ehemaligen Bahnhof, 2019
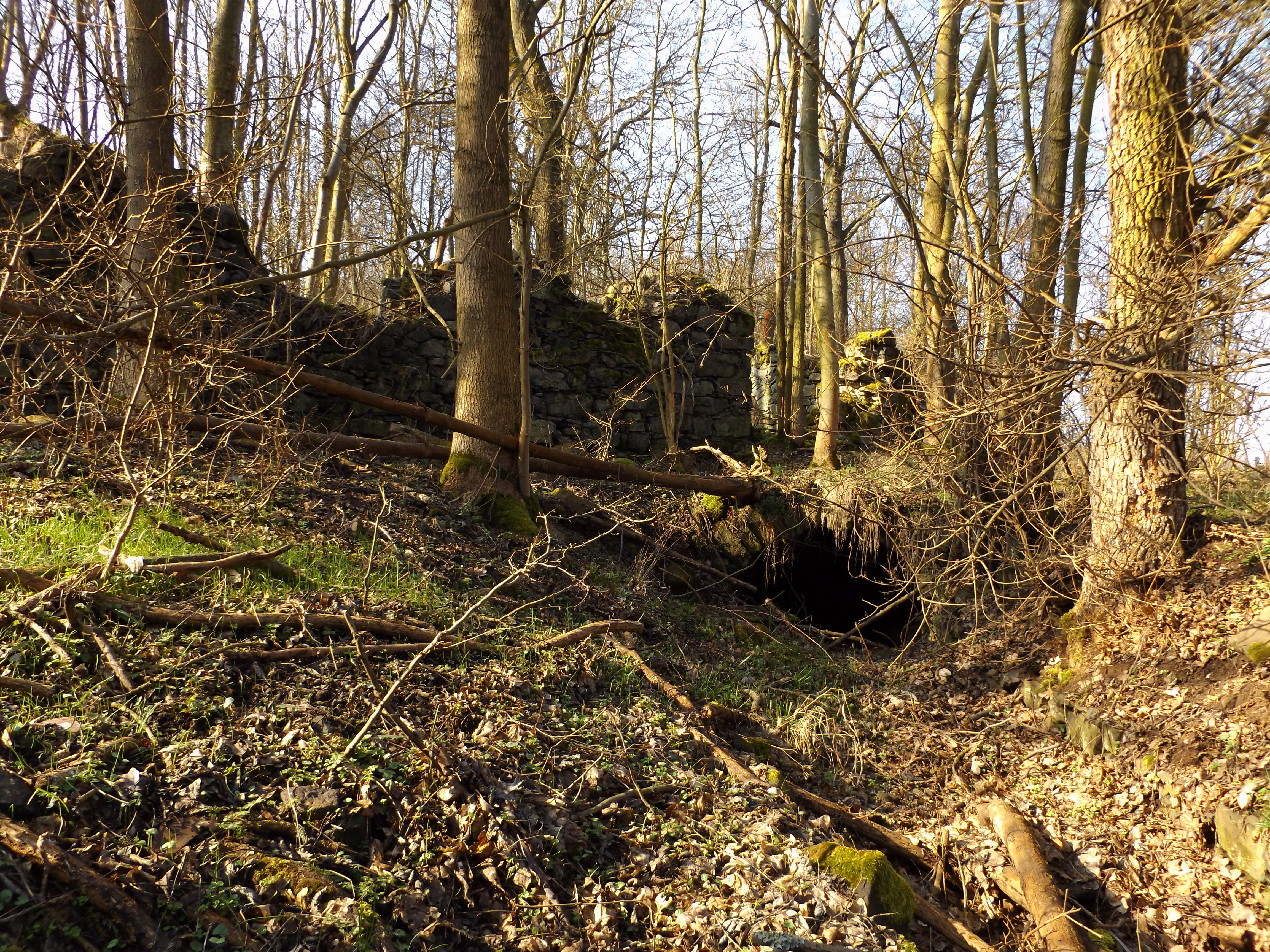
Ruine der unteren Mühle in der Wüstung Obrovice
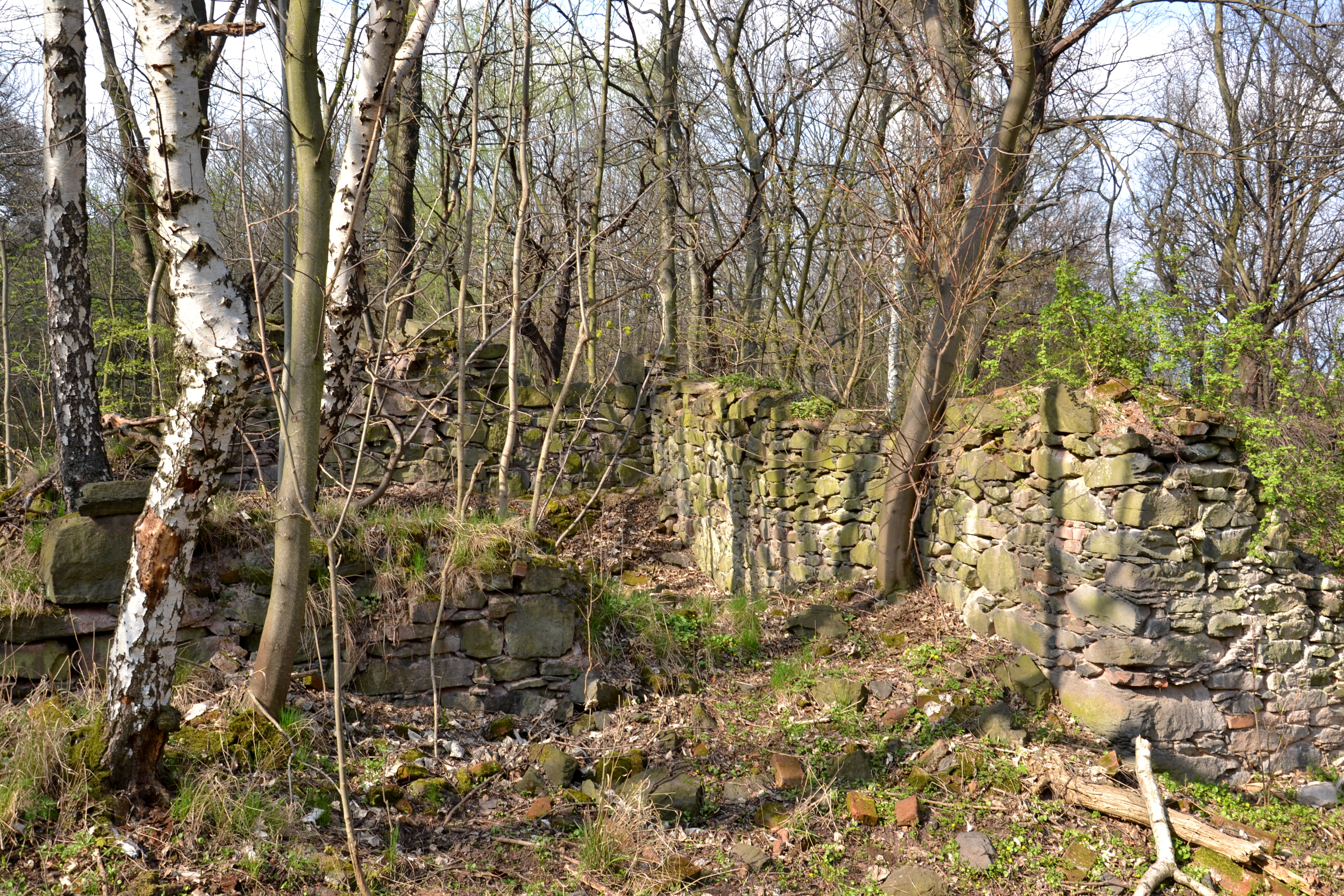
Gebäudereste der Wüstung Úhošťany (Atschau) auf dem Berg Úhošť

- Lapidarium der verschwundenen Orte im Duppauer Gebirge auf dem Kapellenberg in Winteritz – bei Radonitz im Kreis Kaaden (Radonice-Vintířov). Auf diesem Berg befindet sich auch die Mariahilf-Wallfahrtskapelle (Kirche).

### Erhaltene Forsthäuser und Jagdhütten
- Forsthaus in der Wüstung Donin (deutsch: Dohnau) südwestlich von Brodce (Prödlas) am Bach „Doninsky potok“.[32]

## Bekannteste Erhebungen
- Hradiště (Burgstadtl), 933,8 m
- Malé hradiště (Kleiner Burgstadtl), 926,2 m
- Pustý zámek (Oedschloßberg), 933 m
- Ehacker Berg 912 m (50.2007892N, 13.0733542E)
- Olitzhauser Berg 911 m (50.2097433N, 13.0811647E)
- Větrovec (Plodersberg), 900,9 m (50.2183942N, 13.0651786E)
- Hohe Eggeberg 890 m (50.2030142N, 13.0467467E)
- Striegelberg 884 m (50.2228700N, 13.1322553E)
- Nad Ovčárnou 878 m (50.2165131N, 13.0902197E)
- Vysoká hora 871 m (50.1939897N, 13.1201747E)
- Jílovské Strážiště 856 m (50.2126547N, 13.1534556E)
- Hinter Tongaberg (In der Leithen) 844 m (50.1990583N, 13.1479194E)
- Velká Jehličná (Hengberg, auch Grasberg) 827,8 m
- Hora (Hornberg) 817 m (50.3369558N, 13.1052403E)
- Lesná (Liesen), 811,7 m
- Složiště (Legerberg, 776 m)
- Huseň (Hussen), 762 m
- Trmovský vrch (Dürmauler Berg), 744 m
- Havran 736 m
- Tok 720 m (50.3421736N, 13.1746342E)
- Pekelný vrch (Höllenkoppe) 691 m (50.2789733N, 13.0637839E)
- Egerberg 678 m (50.3638331N, 13.1765225E)
- Flurbühl, 655 m
- Úhošť (Burberg), 593,3 m
- Bučina (Buchkoppe), 582 m
- Švédlův vrch (Schwedelberg), 550 m

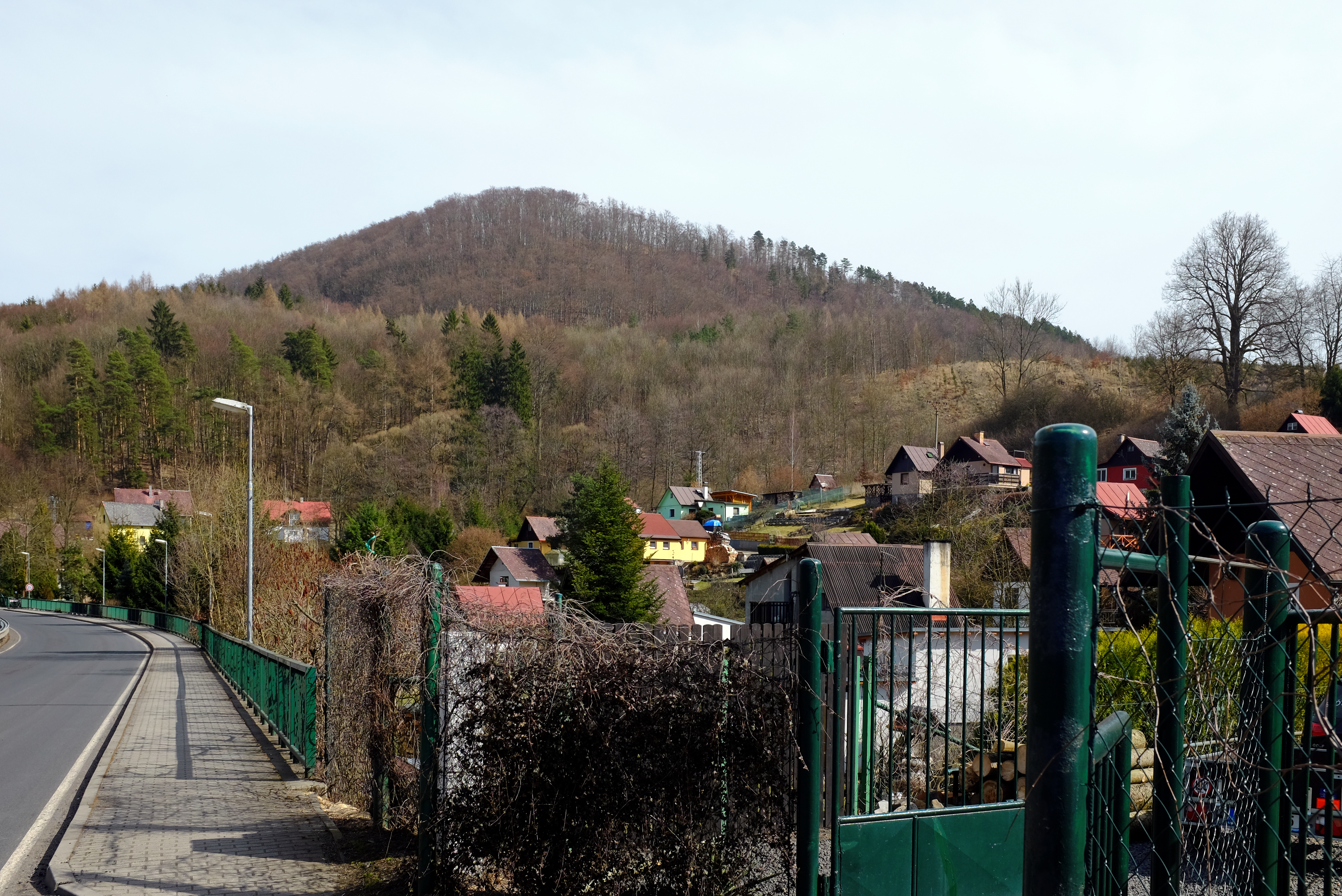
Blick von Dubina auf den Švédlův vrch (Schwedelberg), 550 m
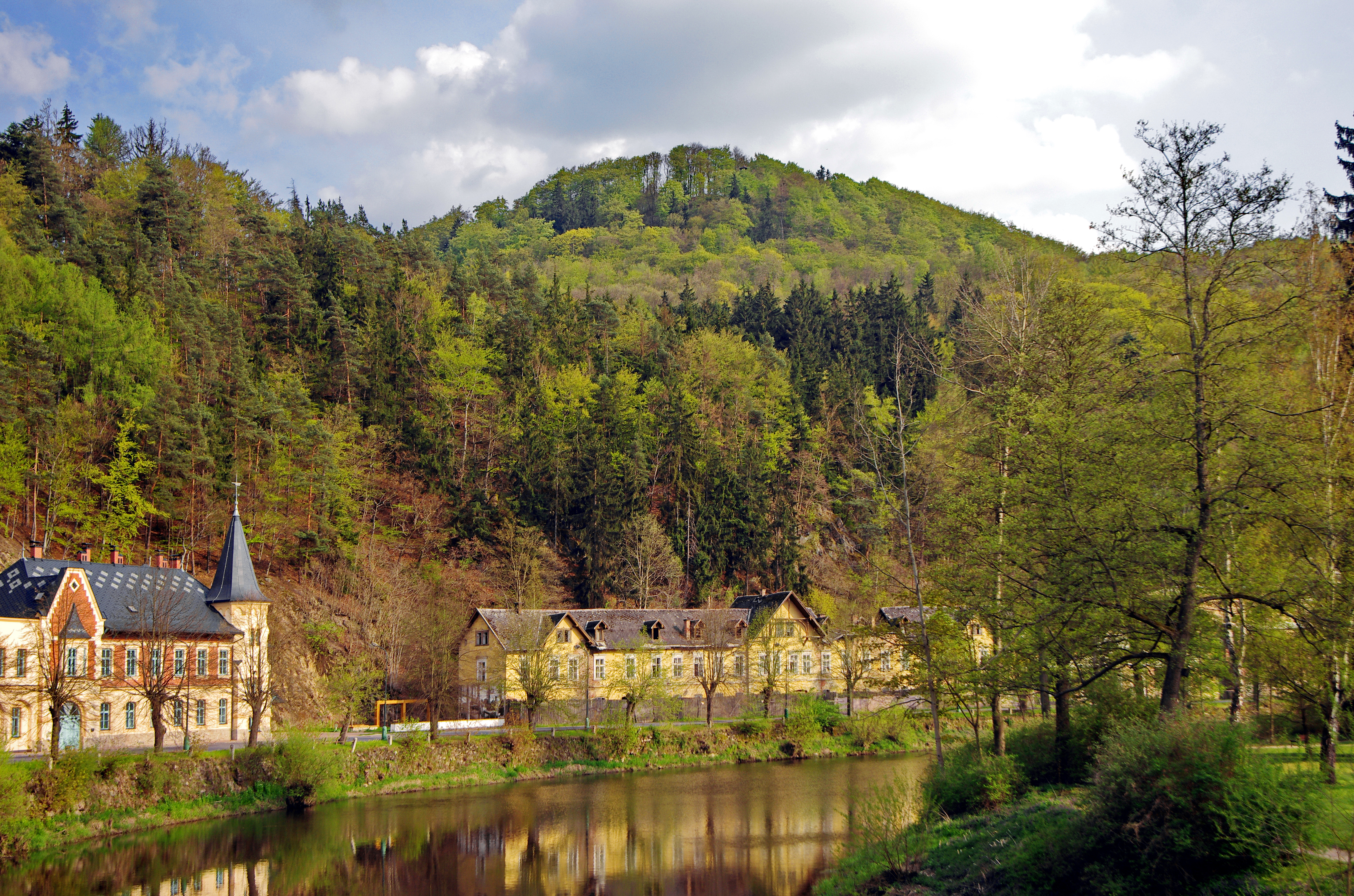
Blick von Kyselka auf den Berg Bučina (Buchkoppe), 582 m
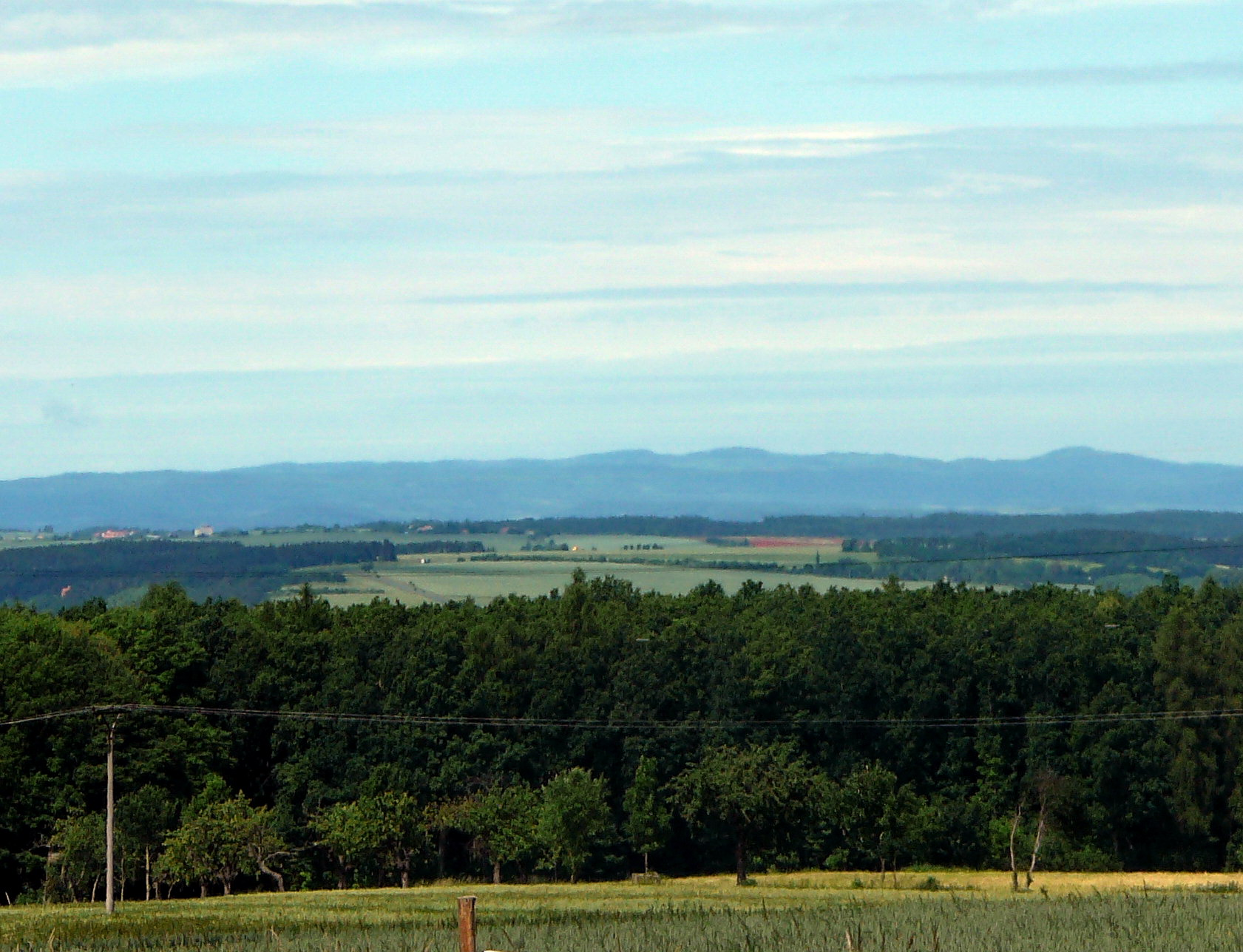
Blick vom Berg Louštín auf das Duppauer Gebirge: Hradiště (mittig) und Pustý zámek (rechts)

## Flüsse und Bäche
Flüsse und Bäche im Nordteil des Gebirges:
- Rasovicky potok, fließt durch Rašovice bei Klösterle an der Eger
- Suchy potok, fließt durch Suchý Důl (Dörnthal bei Klösterle an der Eger)
- Martinovsky potok fließt durch  Kotvina. Benannt nach Wüstung Martinov.
- Bach „Bublava“ fließt nach Oslovice
- Korunni potok, fließt nach Korunni Kyselka
- Dominsky potok bei der Wüstung Radnice. Fließt nach brodce.
- Jindrichovsky potok bei der Wüstung Jindrichov. Fließt in den Dominsky potok.
- Uhostansky potok, bei der Teil-Wüstung Uhostany
- Skalni potok bei Miretice u Vintirova
- unbenannte Bäche bei Korunni (Krondorf) und Stráž nad Ohří
- Vlkansky potok bei Wüstung Piskovna und Flurstück Vlkan.

im Westteil des Gebirges:
- Petrovsky potok fließt etwa von Wüstung Petrov nach Velichov (Welchau)
- Bach  Lomnice (Lomitzbach), fließt von Wüstung Pastviny über Dorf  Dolní Lomnice nach Kyselka. Seine Quelle liegt in der Wüstung Heřmanov (Hermersdorf).
- Mlýnský potok (Mühlbach), bei Zakšov (Sachsengrün). Mündet in den Bach Lomnice.
- Pstružný potok (Forellenbach), oberhalb von Dolní Lomnice. Mündet in den Bach Lomnice.
- Dubinský potok (Langgrüner oder Hotscheloh-Bach) bei Dubina (Eichenhof). Fließt von Činov (Schönau; Teilwüstung) über Andělská Hora (Engelhaus) nach Dubina.
- Lučinský potok (Hartmannsgrüner Bach) mündet in Dubina (Eichenhof) in den Dubinský potok. Fließt auch durch das Dorf Lučiny (Hartmannsgrün).
- Vetrovecky potok, mündet in den Bach Pstružný potok (Forellenbach).
- Mlýnský potok bei Činov (Schönau; Teilwüstung).
- Lomnický potok (Teplá) (deutsch Lamnitzbach, auch Lammitzbach bzw. Lammitzer Bach) bei Stružná (Gießhübel), mit den Wüstungen Dlouhá (Langgrün) mit seinem Ortsteil Kostelní Hůrka (Am Berg).

im Südteil des Gebirges:
- Bochovsky potok (Buchauer Bach ?) fließt vom Javorensky rybnik (Gabhorner Teich) an Hradiste bei Bochov vorbei zur Stadt Bochov (Buchau).
- Bach durch Javorná (Gabhorn).
- Ratiborsky potok bei Dorf Těšetice (Teschetitz oder Tescheditz). Entspringt teilweise bei den Orten/Wüstungen Dolní Valov (Unter-Wohlau) und Horní Valov (Ober-Wohlau). Benannt nach dem Dorf Ratibor bei Žlutice (Ratibor bei Luditz) durch das er fließt.
- Bach " Malá Trasovka" (Kleiner Giesbach, volkstümlich Kuhschwanzbach). Entspringt westlich des Berg Těš (852 m) bei gleichnamiger Wüstung. Fließt östlich der Wüstung Brezina vorbei, ebenfalls vorbei an Wüstung Tis u Luk (deutsch Tiß bei Luck, früher Tyß). Ein Nebenbach (Zufluss) fließt durch die Wüstung Radošov (Hradiště) (deutsch: Reschwitz oder älter Reschowitz). Fließt an Hrvelkov und an Budov (bei Verušičky) vorbei. Mündet letztlich in die Mala Strela östlich von Stadt Žlutice (Luditz).
- Bach Velká Trasovka, entspringt nahe der Wüstung Jirov. Fließt östlich vorbei an Wüstung Merklovna sowie an den Bergen Vysoka hora (871 m), Cisarsky vrch (795 m) und Kamenny vrsek (765 m). Westlich und östlich vom Bach liegen die Wüstungen Radosov und Holetice (letzteres mit erhaltenem Forsthaus). Sie fließt durch Luka und vorbei an Verušičky und mündet in die Mala Strela östlich von Stadt Žlutice (Luditz).
- Albericky potok (Alberitzer Bach). Beginnt etwa beim erhaltenen Forsthaus der Wüstung  Holetice (Holetitz). Durchfließt Albeřice (Alberitz) und  Tyniste und mündet dort in den Bach Velká Trasovka.
- Lochotynski potok (Lochotiner Bach). Entspringt nördlich der Wüstung Lochotin (deutsch: Lochotin) südlich des Berges Sec (822 m). Durchfloß die Wüstung Lochotin und vereinigte sich bei  Tyniste mit dem Alberitzer Bach um schließlich in den Bach Velká Trasovka zu münden. Ein Zufluss beginnt am Novy rybnik (Neuteich ?).
- Lucni potok. Entspringt etwa bei den Wüstungen Jesen und Kopacov. Durchfließt die Wüstungen/Orte Malý Hlavákov (Klein-Lubigau) und Velký Hlavákov (Groß-Lubigau).